# Mathías Corujo
Mathías Corujo Díaz (Sauce, Canelones, 8 de mayo de 1986) es un exfutbolista uruguayo que jugaba como lateral derecho, aunque también logró desempeñarse como interior derecho, y pivote. Su último club fue el Club Sol de América de la Primera División de Paraguay. Fue internacional con la selección de Uruguay, desde 2014 a 2017.
Actualmente es entrenador principal del club Oriental de la Segunda División de Uruguay.

## Trayectoria

### Montevideo Wanderers (2006-2010)
Corujo se formó en Montevideo Wanderers. En el año 2006 debutó oficialmente con el primer equipo. Formó parte del equipo de Wanderers que consiguió el vicecampeonato de la Liguilla Pre-Libertadores de América del año 2007 que clasificó a ese equipo a disputar la Primera fase de la Copa Libertadores 2008, en ese mismo año en 2007 se confirmó un dopaje del jugador junto con su compañero Gerardo Alcoba y ambos serían suspendidos por un año, tras esta suspensión retomaría a la titularidad nuevamente en su club para las temporadas 2008-09 y 2009-10 jugando a un gran nivel y siendo figura.

### Peñarol (2010-2011)
El 26 de julio de 2010 fue traspasado a Peñarol por un préstamo de un año proveniente de Wanderers esto para suplir la baja de Matías Aguirregaray.
Su debut en el conjunto aurinegro fue el 31 de agosto del mismo año por la Copa Sudamericana y también su debut internacional contra el Barcelona de Ecuador ingresando en los descuentos por Alejandro Martinuccio su equipo ganaría por la cuenta mínima en el Estadio Banco Pichincha con autogol de José Luis Perlaza. Anotó su primer gol en el club el 8 de septiembre por el campeonato uruguayo frente a Miramar Misiones ingresando al minuto 62 por Cristian Palacios.
El 20 de octubre marcó un gol en el triunfo por 3-2 sobre Goiás de Brasil por los Octavos de final vuelta de la Copa Sudamericana, pero en la ida Goias había ganado por 1-0 y por ende se clasificó a la siguiente fase por un 3-3 global por gol de visitante. En sus primeros meses en el conjunto uruguayo ingresaría desde el banco y poco a poco se ganaría la titularidad por su buen desempeño.

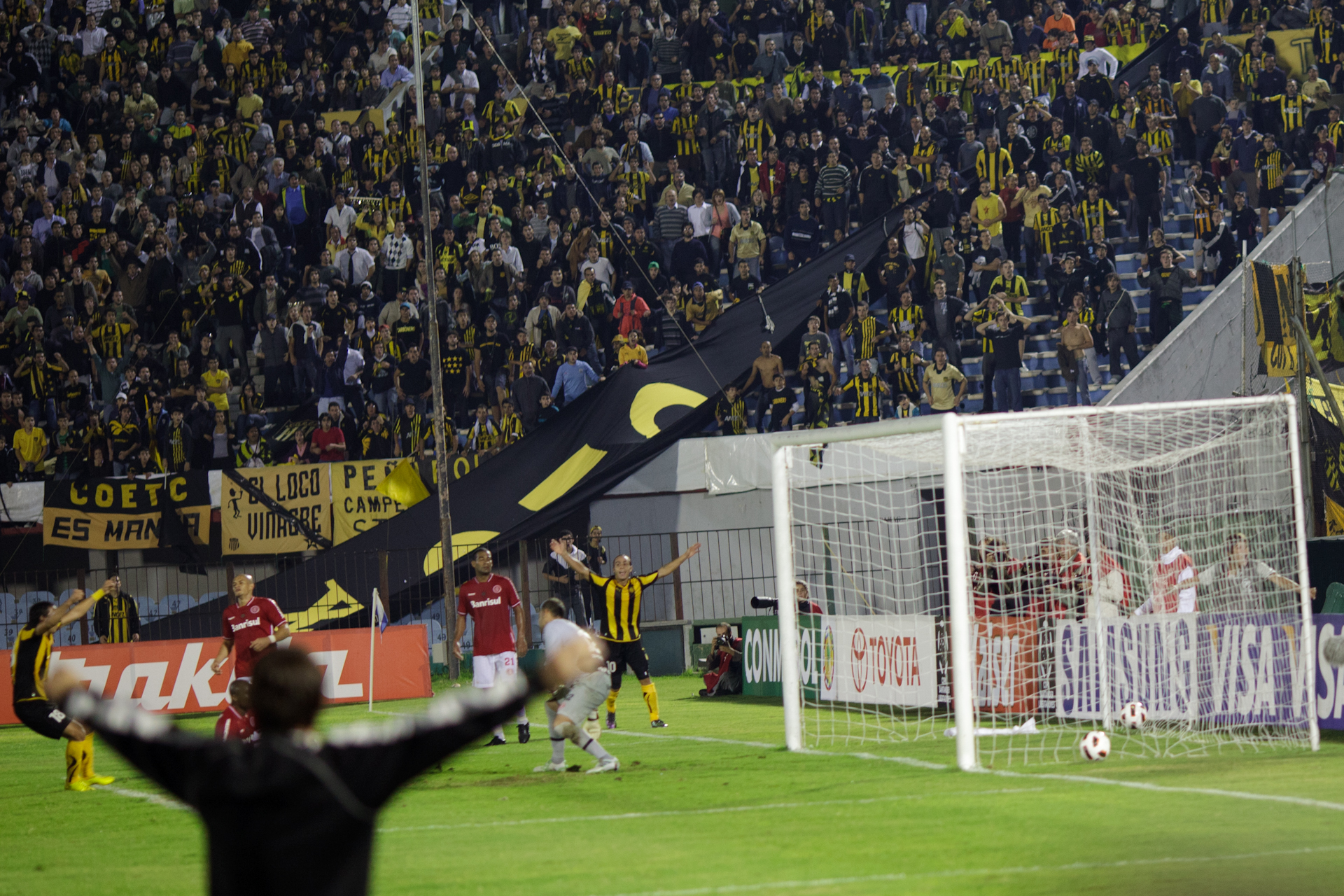
Jugadores de Peñarol celebrando el gol de Corujo en el duelo de ida por los Octavos de final de la Copa Libertadores 2011 contra Inter de Porto Alegre.

En el semestre siguiente se consagró como titular, infló las redes por primera vez en 2011 el 3 de abril en la goleada por 5-0 sobre Tacuarembó por la octava jornada del Clausura uruguayo, dos fechas después marcó un gol de chilena frente a Liverpool que fue elegido el mejor gol del torneo y también se fue expulsado en ese partido. El 28 de abril Peñarol se enfrentó a Inter de Porto Alegre por la ida de los octavos de final de la Copa Libertadores en el Estadio Centenario, Corujo abrió el marcador al minuto 36 desantando la algarabía en los hinchas de Peñarol, luego al minuto 66 Leandro Damião, una semana después en Brasil el club uruguayo logró la clasificación a la siguiente fase tras ganar 2-1 de visita eliminado al campeón defensor.
El 8 de mayo regresó a la competición local tras cumplir su sanción por su expulsión ante Liverpool, ni más ni menos que en el Superclásico del fútbol uruguayo contra Nacional siendo este también su debut en partidos de esta categoría, su club cayó por 0-1 en calidad de local y Corujo salió al minuto 54 por Matías Mier. Por las semifinales de la Copa Libertadores 2011 su club se enfrentó con Vélez Sarsfield, en la ida ganaron por 1-0 en el Estadio Centenario con gol de Darío Rodríguez y en la vuelta cayeron por 1-2 en Argentina pero eso les bastó para clasificarse a la final de la Copa luego de 24 años.
Ya en la Final de la Copa Libertadores se enfrentaron al Santos de Neymar. El primer partido se jugó el 15 de junio en el Estadio Centenario de Montevideo ante unos 65.000 espectadores que vieron la igualdad 0-0 entre uruguayos y brasileños, mientras que la vuelta se disputó el miércoles 22 de junio en el Estadio Pacaembú de São Paulo, Santos abrió la cuenta al 46 con Neymar y al minuto 68 de encuentro Danilo puso el 2-0, Durval marcó un autogol que significó el 1-2 contra para Peñarol resultado con el que terminó el partido y así el conjunto uruguayo quedó a un paso de ser campeón de América por sexta vez en su historia. Corujo fue titular inamovible como volante por derecha en el sistema del estratega Diego Aguirre jugando los 14 partidos de su equipo y marcando un gol.

### Cerro Porteño (2011-2014)
Tras sus buenas actuaciones en Peñarol fue transferido al Cerro Porteño de Paraguay en julio de 2011.
Su debut en el conjunto paraguayo se produjo el 21 de agosto por la cuarta fecha del Torneo de Clausura 2011 contra Nacional jugando todo el encuentro de lateral derecho que terminó uno a uno. En su primer torneo como jugador de Cerro jugó 19 partidos ganándose la titularidad inmediatamente en su equipo que terminó segundo en el campeonato a solo tres puntos del campeón Olimpia, siendo subcampeón tras igualar 2-2 con Sol de América en la última fecha.
Marcó su primer gol en el club el 18 de abril de 2012 en la goleada por 3-0 sobre Sportivo Luqueño por Fecha 14 del Torneo de Apertura. En la última fecha se consagraron campeones con 49 puntos en 17 fechas, dos más que su archirrival Olimpia venciendo al propio Olimpia por 2-1 en la última fecha algo que los consagró campeones, Corujo no pudo jugar ese partido clave producto de una lesión aun así jugó 14 duelos por el campeón marcando un gol.
El 23 de junio de 2013 marcó los dos goles de su equipo en la igualdad 2-2 sobre Rubio Ñu por la jornada 21 del Torneo de Apertura.
El 31 de julio del mismo año Cerro Porteño enfrentó a la Universidad Católica de Chile por la ida de la Primera fase de la Copa Sudamericana 2013 en el Estadio San Carlos de Apoquindo donde igualaron 1-1 y Corujo marcó el gol del club paraguayo, una semana después jugaron la revancha en el Estadio General Pablo Rojas de Asunción y el Ciclón cayó por la cuenta mínima.
El 14 de septiembre marcó un tanto en la goleada por 4-0 sobre Sportivo Carapeguá por la octava jornada del clausura paraguayo, luego volvió a anotar en el triunfo por 3-1 sobre Deportivo Capiatá por la Fecha 10 y en la siguiente anotó el gol del triunfo en la victoria por 1-0 sobre Nacional de visita. El 24 de noviembre se consagraron campeón del fútbol paraguayo por 30ª vez en su historia tras igualar 1-1 con Libertad en calidad de local, el 6 de diciembre Cerro Porteño cerró su participación en el Clausura goleando por 4-1 a Nacional, de esta forma fueron campeones de manera invicta con 50 puntos en 22 jornadas once más que su escolta Libertad, algo que el club no lograba hace 100 años, siendo Chiche gran figura del equipo azulgrana.
Ese mismo año fue elegido como el mejor jugador del fútbol paraguayo por el portal de noticias D10, en el Torneo de Clausura 2013 del que fue campeón jugó 21 encuentros de 22 posibles marcando cuatro goles y siendo uno de los artífices en una nueva estrella del Ciclón de Barrio Obrero.
El 14 de mayo del 2014 marcó un gol en la goleada por 6-3 sobre Sol de América por la decimocuarta fecha del Torneo de Apertura. Tres días después enfrentaron a Cruzeiro por los Octavos de final de la Copa Libertadores igualando uno a uno en el duelo de ida en el Estadio Mineirão, la revancha se jugó una semana después y Cerro cayó por 0-2 en Paraguay, partido donde Corujo se fue expulsado.

### Universidad de Chile (2014-2016)

#### Temporada 2014/15
El 30 de julio de 2014 fue fichado por la Universidad de Chile a expreso pedido del técnico uruguayo Martín Lasarte, llegando cedido por un año desde Cerro Porteño.
Debutó con la camiseta azul el 20 de julio por la primera jornada del Torneo de Apertura contra Cobresal en el Estadio Nacional Julio Martínez Pradanos y marcó un gol en el triunfo por 3-1 abriendo la cuenta solo a los tres minutos de juego, luego en la siguiente jornada volvió a marcar en el triunfo por 3-1 sobre O'Higgins en calidad de visita. Corujo inmediatamente comenzó a ganarse el cariño y respeto de los hinchas, al mismo tiempo que se convertía en una pieza fundamental para Martín Lasarte por la banda derecha, tan así que el 21 de agosto del mismo año recibió su primera citación a la Selección Uruguaya de Fútbol.
El 1 de noviembre volvería a ser importante al marcar un gol de volea impecable en la goleada por 3-0 sobre la Universidad Católica en el clásico universitario por la Fecha 13, una semana después, marcó nuevamente en la goleada por 4-0 ante Cobreloa en el norte de esta forma llegó a cuatro goles en catorce partidos por la "U".
Ya en la última fecha del Torneo de Apertura la U, Santiago Wanderers y Colo Colo jugaron en simultáneo el día 6 de diciembre de 2014 para definir al campeón del torneo, la U y Colo Colo llegaron igualados con 41 puntos y Wanderers con un punto menos, la U definía con Unión La Calera en el Nacional, mientras que Colo Colo y Wanderers en Valparaíso, en un reñido partido los azules lograron abrir la cuenta recién al minuto 89 tras un polémico penal convertido por Gustavo Canales desatando la algarabía en el coloso de Nuñoa, tres minutos después al 90+3' Matías Mier abrió la cuenta en Valparaíso para Wanderers y al 90+5' Gonzalo Barriga sepultó las aspiraciones albas, Corujo sería titular todo el encuentro cumpliendo una buena actuación, por ende la U fue campeón del Apertura con 44 puntos (uno más que Wanderers) bajando su estrella número 17.
Corujo fue una de las figuras de la U en aquel título al jugar todos los partidos (los 17 de titular) y marcar cuatro goles, estando 1.453 minutos en cancha.

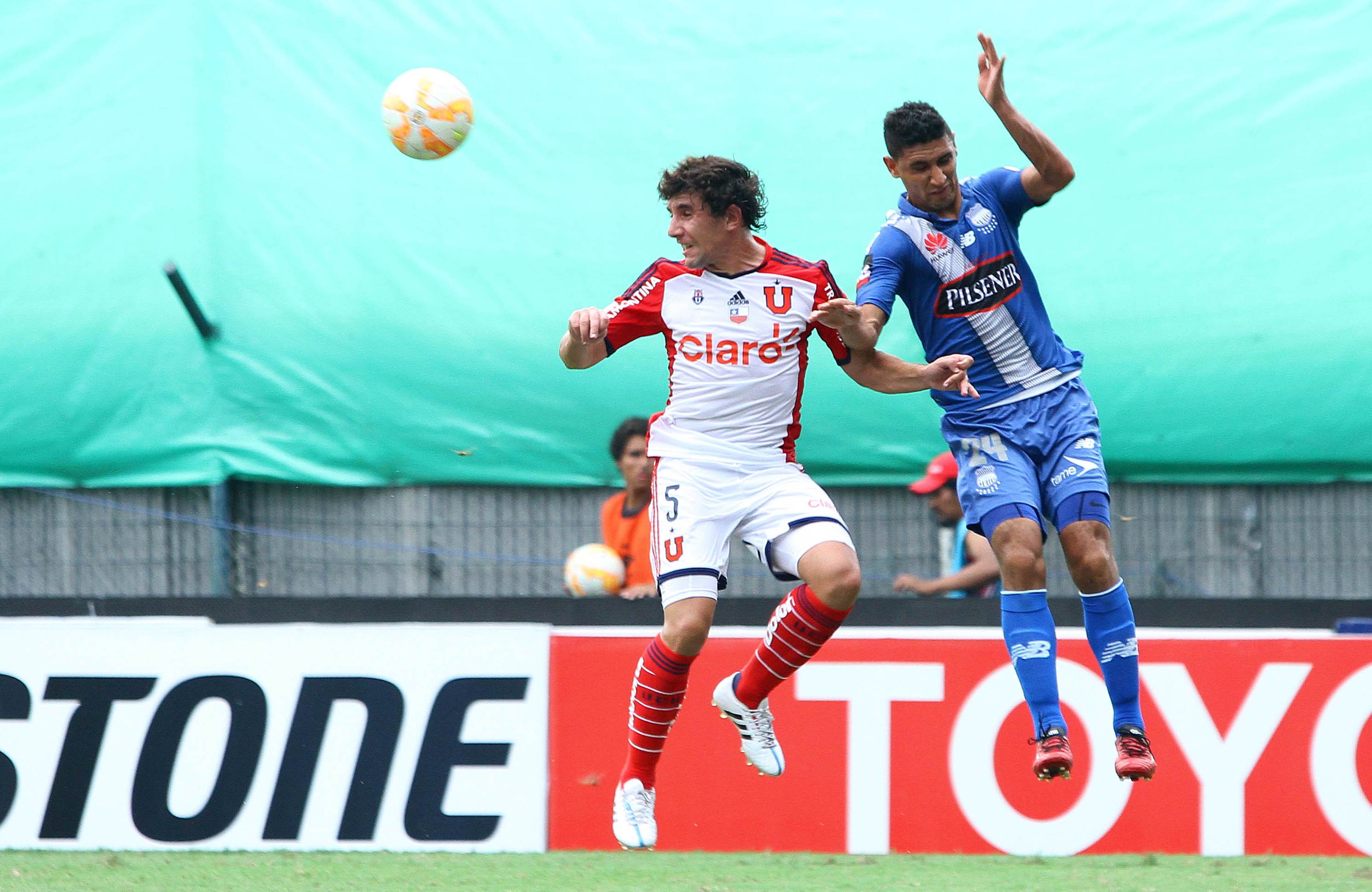
Corujo disputando un balón con Fernando Gimenez en el duelo entre Emelec y la Universidad de Chile por la Copa Libertadores 2015.

El 31 de enero de 2015 marcó su primer gol en el año, esto por la cuarta fecha del Torneo de Clausura anotando el único gol en la caída por 1-3 ante Deportes Antofagasta, el 17 de marzo marcó su primer gol internacional con la U por la tercera jornada del Grupo 4 de la Copa Libertadores en la caída por 5-3 sobre The Strongest en Bolivia.
El segundo semestre de ese año no fue bueno, en la Copa Libertadores 2015 los azules tuvieron una paupérrima participación, ya que ganaron tan solo 1 de los 6 partidos de su grupo quedando en el cuarto lugar con 3 puntos y con una diferencia de gol de -9, de esta forma quedó eliminado en la fase de grupos por tercer año consecutivo, mientras que por el Torneo de Clausura 2015 quedaron tempranamente fuera de la lucha por el título, a pesar de que Cobresal fue campeón sólo con 34 puntos, lejos de los 44 que obtuvo la "U" el semestre anterior, la "U" finalizó en el séptimo puesto con sólo 26 unidades.
El 29 de mayo del 2015, la "U" hizo uso de la compra de su pase, adquiriendo el 100% a Cerro Porteño por un monto de 700 mil dólares firmando un contrato por dos años con la U.

#### Temporada 2015/16
El 30 de septiembre, se coronó campeón de la Supercopa de Chile 2015, ese partido terminó con victoria 2-1 a favor de los 
azules sobre la Universidad de Concepción en el Estadio Germán Becker de Temuco, para la U anotaron Cristián Suárez al 9 y Matías Rodríguez al 80 mientras que para el "campanil" descontó Fernando Manríquez al minuto 90+2 de penal. El 24 de octubre la "U" caería por la cuenta mínima ante Santiago Wanderers por la fecha 10 del torneo local, en ese partido Corujo se iría expulsado por doble amarilla perdiéndose el superclásico de la próxima fecha. El 2 de diciembre del mismo año tendría su revancha, marcó el primer y único gol de la "U" en la final de la Copa Chile contra su archirrival Colo Colo, marcando un gol al minuto 25 en un partido que terminó 1-1, así el título se decidió por penales. Mathías convirtió su penal, y al final los azules ganaron 5-3 por penales a su rival tras anotación de Johnny Herrera.
El 24 de enero de 2016 marcó su primer gol en el año en la contundente goleada por 8-1 sobre O'Higgins por la segunda fecha del Torneo de Clausura, el 20 de febrero volvió a anotar en la igualdad 2-2 frente a Audax Italiano y una semana después su tercera anotación en el Clausura en la goleada por 4-1 sobre Cobresal en calidad de visita.
La U tendría un paupérrimo Torneo de Clausura 2016, finalizando en el décimo lugar con 16 puntos en 17 jornadas obteniendo tan solo 3 victorias, 7 empates y 5 derrotas, teniendo un mísero 35,6% de rendimiento. En la tabla acumulada quedarían cerca de descender tras terminar en el 11° lugar con solo 33 puntos sacándole apenas cuatro al último descendido: San Marcos de Arica. Mientras que por la Copa Libertadores 2016 serían eliminados en primera fase por el modesto River Plate uruguayo tras igualar 0-0 en el Nacional (quedando eliminados por un 0-2 global),
Finalizado el torneo el uruguayo dejaría la U tras no ser considerado por el técnico Sebastián Beccacece para la próxima temporada, con quien nunca pudo consolidarse como titular. El seleccionado uruguayo dejó la U tras 67 partidos y 12 goles entre 2014 y 2016, periodo en el que conquistó el Apertura 2014, la Supercopa de Chile 2015 y la Copa Chile 2015.

### San Lorenzo de Almagro (2016-2017)
El 25 de julio de 2016 firmó por tres años por San Lorenzo de Almagro donde se reencontró con su antiguo DT Diego Aguirre quien lo dirigió en Montevideo Wanderers y Peñarol tras desembolsar U$ 1,8 millones de dólares a la U.
Debutó en el "cuervo" el 7 de agosto del mismo año por la Copa Argentina 2016-17 contra Douglas Haig ingresando en el entretiempo por Paulo Díaz en el triunfo por 3-1 del cuervo.
Sería titular en los primeros meses pero poco a poco iría perdiendo la titularidad a partir de 2017 debido a su bajo rendimiento.
En su cortó pase por el fútbol argentino jugaría 21 partidos sin poder marcar ni convencer al hincha ciclón.

### Peñarol (2017-2019)
El 2 de agosto de 2017 fichó por Peñarol volviendo tras seis años al legendario club uruguayo y luego de rescindir su contrato con San Lorenzo.
Re-debutó en el club aurinegro el 20 de agosto contra El Tanque Sisley por la primera fecha del Torneo de Clausura 2017 jugando todo el encuentro en la goleada por 4-0 de su equipo. El 2 de mayo de 2018 sufrió una grave lesión en el duelo contra Atlético Tucumán por la quinta fecha del Grupo C de la Copa Libertadores saliendo al minuto 42 de partido por Franco Martínez, el uruguayo sufriría una grave triple lesión de rotura de ligamento cruzado anterior, una rotura de ligamento lateral externo y una rotura de tendón del popliteo terminando así también su sueño de jugar la Copa Mundial Rusia 2018.

## Participaciones internacionales
| Club                           | Año  | Competencia                         | Resultado                   |
| ------------------------------ | ---- | ----------------------------------- | --------------------------- |
| Montevideo Wanderers · Uruguay | 2008 | Copa Libertadores                   | Primera Fase                |
| Peñarol · Uruguay              | 2010 | Copa Sudamericana                   | Octavos de final            |
| Peñarol · Uruguay              | 2011 | Copa Libertadores                   | Subcampeón                  |
| Cerro Porteño Paraguay         | 2012 | Copa Sudamericana                   | Cuartos de final            |
| Cerro Porteño Paraguay         | 2013 | Copa Libertadores Copa Sudamericana | Fase de grupos Primera Fase |
| Cerro Porteño Paraguay         | 2014 | Copa Libertadores                   | Octavos de final            |
| Universidad de Chile · Chile   | 2015 | Copa Libertadores                   | Fase de grupos              |
| Universidad de Chile · Chile   | 2016 | Copa Libertadores                   | Primera Fase                |
| San Lorenzo Argentina          | 2016 | Copa Sudamericana                   | Semifinales                 |
| San Lorenzo Argentina          | 2017 | Copa Libertadores                   | Cuartos de final            |
| Peñarol · Uruguay              | 2018 | Copa Libertadores                   | Fase de grupos              |

## Estadísticas

### Clubes
Actualizado al último partido disputado el 27 de setiembre de 2020.
| Montevideo Wanderers · Uruguay |               |               |     |    |    |    |    |     |     |      |      |
| 1.ª | 2005-06       | 5             | 0   | -- | -- | -- | -- | 5   | 0   | 0.00 |      |
| 1.ª | 2006-07       | 24            | 0   | -- | -- | -- | -- | 24  | 0   | 0.00 |      |
| 1.ª | 2007-08       | 2             | 0   | -- | -- | -- | -- | 2   | 0   | 0.00 |      |
| 1.ª | 2008-09       | 27            | 1   | -- | -- | -- | -- | 27  | 1   | 0.04 |      |
| 1.ª | 2009-10       | 29            | 2   | -- | -- | -- | -- | 29  | 2   | 0.07 |      |
| Total club | Total club    | 87            | 3   | 0  | 0  | 0  | 0  | 87  | 3   | 0.03 |      |
| Peñarol · Uruguay |               |               |     |    |    |    |    |     |     |      |      |
| 1.ª | 2010-A        | 9             | 1   | -- | -- | 4  | 1  | 13  | 2   | 0.15 |      |
| 1.ª | 2011-C        | 10            | 2   | -- | -- | 14 | 1  | 24  | 3   | 0.13 |      |
| 1.ª | 2017-C        | 12            | 0   | -- | -- | -- | -- | 12  | 0   | 0.00 |      |
| 1.ª | 2018-A        | 9             | 0   | 0  | 0  | 4  | 0  | 13  | 0   | 0.00 |      |
| Total club | Total club    | 40            | 3   | 0  | 0  | 22 | 2  | 62  | 5   | 0.14 |      |
| Cerro Porteño Paraguay |               |               |     |    |    |    |    |     |     |      |      |
| 1.ª | 2011-C        | 19            | 0   | -- | -- | -- | -- | 19  | 0   | 0.00 |      |
| 1.ª | 2012-A        | 14            | 1   | -- | -- | -- | -- | 14  | 1   | 0.07 |      |
| 1.ª | 2012-C        | 9             | 0   | -- | -- | 1  | 0  | 10  | 0   | 0.00 |      |
| 1.ª | 2013-A        | 21            | 2   | -- | -- | 2  | 0  | 23  | 2   | 0.09 |      |
| 1.ª | 2013-C        | 21            | 4   | -- | -- | 2  | 1  | 23  | 5   | 0.22 |      |
| 1.ª | 2014-A        | 11            | 1   | -- | -- | 8  | 0  | 19  | 1   | 0.05 |      |
| Total club | Total club    | 95            | 8   | 0  | 0  | 13 | 1  | 108 | 9   | 0.08 |      |
| Universidad de Chile · Chile |               |               |     |    |    |    |    |     |     |      |      |
| 1.ª | 2014-A        | 17            | 4   | -- | -- | -- | -- | 17  | 4   | 0.24 |      |
| 1.ª | 2015-C        | 16            | 1   | -- | -- | 3  | 1  | 19  | 2   | 0.11 |      |
| 1.ª | 2015-A        | 13            | 0   | 5  | 3  | -- | -- | 18  | 3   | 0.17 |      |
| 1.ª | 2016-C        | 12            | 3   | -- | -- | 1  | 0  | 13  | 3   | 0.23 |      |
| Total club | Total club    | 58            | 8   | 5  | 3  | 4  | 1  | 67  | 12  | 0.18 |      |
| San Lorenzo Argentina |               |               |     |    |    |    |    |     |     |      |      |
| 1.ª | 2016-17       | 10            | 0   | 1  | 0  | 11 | 0  | 22  | 0   | 0.00 |      |
| Total club | Total club    | 10            | 0   | 1  | 0  | 10 | 0  | 21  | 0   | 0.00 |      |
| Sol de América Paraguay |               |               |     |    |    |    |    |     |     |      |      |
| 1.ª | 2020-A        | 10            | 0   | -  | -  | -  | -  | 10  | 0   | 0.00 |      |
| Total club | Total club    | 10            | 0   | 0  | 0  | 0  | 0  | 10  | 0   | 0.00 |      |
| Total carrera | Total carrera | Total carrera | 300 | 22 | 6  | 3  | 50 | 4   | 356 | 29   | 0.08 |
| (1) Incluye datos de Copa Chile / Supercopa de Chile (2015) y Copa Argentina (2016). (2) Incluye datos de Copa Sudamericana (2010-16) y Copa Libertadores (2011-18). (3) No incluye goles en partidos amistosos. |               |               |     |    |    |    |    |     |     |      |      |

### Selección
| Selección | Temporada | Amistosos | Amistosos | Amistosos | Clasificatorias | Clasificatorias | Clasificatorias | Copa América | Copa América | Copa América | Copa Mundial | Copa Mundial | Copa Mundial | Total | Total | Total  |
| Selección | Temporada | Part.     | Goles     | Asist.    | Part.           | Goles           | Asist.          | Part.        | Goles        | Asist.       | Part.        | Goles        | Asist.       | Part. | Goles | Asist. |
| --------- | --------- | --------- | --------- | --------- | --------------- | --------------- | --------------- | ------------ | ------------ | ------------ | ------------ | ------------ | ------------ | ----- | ----- | ------ |
| Uruguay   |           |           |           |           |                 |                 |                 |              |              |              |              |              |              |       |       |        |
| 2014      | 6         | 0         | 0         | -         | -               | -               | -               | -            | -            | -            | -            | -            | 6            | 0     | 0     |        |
| 2015      | 3         | 0         | 0         | 3         | 0               | 0               | 0               | 0            | 0            | -            | -            | -            | 6            | 0     | 0     |        |
| 2016      | 1         | 0         | 0         | 5         | 0               | 0               | 2               | 1            | 0            | -            | -            | -            | 8            | 1     | 0     |        |
| 2017      | 1         | 0         | 0         | 1         | 0               | 0               | -               | -            | -            | -            | -            | -            | 2            | 0     | 0     |        |
| Total     | 11        | 0         | 0         | 9         | 0               | 0               | 2               | 1            | 0            | 0            | 0            | 0            | 22           | 1     | 0     |        |

## Selección nacional

### Participaciones en Copa América
| Copa                    | Sede           | Resultado        | Partidos | Goles |
| ----------------------- | -------------- | ---------------- | -------- | ----- |
| Copa América 2015       | Chile          | Cuartos de final | 0        | 0     |
| Copa América Centenario | Estados Unidos | Fase de grupos   | 2        | 1     |

### Participaciones en Clasificatorias a Copas del Mundo
| Eliminatorias            | País  | Resultado   | Posición | Partidos | Goles |
| ------------------------ | ----- | ----------- | -------- | -------- | ----- |
| Eliminatorias Rusia 2018 | Rusia | Clasificado | 2° lugar | 9        | 0     |

## Palmarés

### Torneos nacionales
| Título              | Club                 | País     | Año  |
| ------------------- | -------------------- | -------- | ---- |
| Torneo Apertura     | Cerro Porteño        | Paraguay | 2012 |
| Torneo Clausura     | Cerro Porteño        | Paraguay | 2013 |
| Torneo Apertura     | Universidad de Chile | Chile    | 2014 |
| Supercopa de Chile  | Universidad de Chile | Chile    | 2015 |
| Copa Chile          | Universidad de Chile | Chile    | 2015 |
| Torneo Clausura     | Peñarol              | Uruguay  | 2017 |
| Campeonato Uruguayo | Peñarol              | Uruguay  | 2017 |
| Supercopa Uruguaya  | Peñarol              | Uruguay  | 2018 |
| Torneo Clausura     | Peñarol              | Uruguay  | 2018 |
| Campeonato Uruguayo | Peñarol              | Uruguay  | 2018 |